# Nauglamír
En el universo imaginario de Tolkien y en la novela El Silmarillion, El Nauglamír es un collar hecho por los enanos de Belegost para Finrod Felagund.
Se trataba de una fina cadena de oro engarzada con gemas provenientes de Valinor y posiblemente talladas por Fëanor. El bello collar se caracterizaba por tener "(...)un poder que la volvía tan ligera como una hebra de lino para quien la llevaba encima, y cualquier cuello sobre el que se cerrara tenía siempre gracia y encanto..." (Quenta Silmarillion Cap 13)
Según cuenta la historia el collar fue llevado por Felagund a Nargothrond, en donde pasó a formar parte de las posesiones más preciadas de los Noldor.
Sin embargo, luego de la caída de Nargothrond, Mîm el enano lo toma junto con los tesoros de dicho recinto, y Húrin Thalion lo asesina por su traición a su hijo Túrin, y se lleva el collar. Posteriormente al llegar a Doriath lo lanza a los pies de Thingol, quien enamorado de su belleza solicita a los enanos que engarcen en él al Silmaril recuperado por Beren y Lúthien. Luego de terminada la obra, que unió las mejores creaciones de elfos y enanos, los últimos asesinaron a Thingol para quedárselo. 
En la huida de los enanos, Beren y Dior acaban con los enanos y toman el Nauglamír. Por un tiempo, Lúthien lo usa durante su permanencia en Tol Galen. Pero al fallecer poco después (algunos dicen que su muerte fue apresurada por el poder de la joya, pues su belleza al usarla era demasiada para tierras mortales) y tras la muerte de Beren, Dior lo hereda. 
En Doriath los hijos de Fëanor le reclaman el Silmaril, engarzado en el collar, pero él se niega, pues sus padres padecieron mucho por recuperarlo de la oscuridad de Morgoth. Así ocurre la destrucción de Doriath y la Segunda Matanza de Elfos por Elfos. Elwing, la hija de Dior, escapa con el Nauglamír hacia las desembocaduras del Sirion.
Allí, tras la unión de Elwing y Eärendil, este último se embarca al occidente, y mientras, tras los airados reclamos de los hijos de Fëanor, ocurre la tercera y más cruenta de las Matanzas de Elfos por Elfos. Elwing se arroja al mar con el Nauglamír y el Silmaril, pero, transformada en ave, va al encuentro de su esposo en el mar. Allí, Eärendil toma el collar con la joya y, sujetándoselo a la frente, navegará de ese modo al Reino Bendecido (se dice que su camino no fue entorpecido gracias al poder del Silmaril). Finalmente, tras embarcarse Eärendil por los cielos, el collar con la joya lo acompañan siempre, y así se convierte en la más brillante estrella del firmamento, y la más amada por los Elfos.
- Datos: Q2470038